# Wyspy Aru

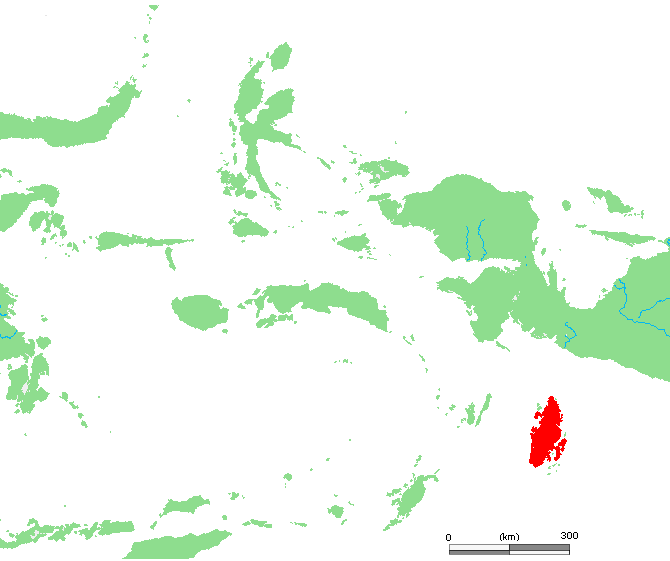
Wyspy Aru

Wyspy Aru (indonez. Kepulauan Aru) – archipelag w Indonezji na Morzu Arafura, 6°10′S 134°30′E/-6,166667 134,500000, wchodzi w skład prowincji Moluki. Powierzchnia 8563 km²; ludność 80,14 tys. (2008).
Mieszkańcy wysp posługują się szeregiem lokalnych języków z grupy aru, a także odmianą języka malajskiego (bliską malajskiemu ambońskiemu). Pomimo lokalizacji wysp w pobliżu Nowej Gwinei ludność Aru łączą bliskie związki kulturowe z Molukami.

## Historia
Odkryte przez Holendrów w 1606, pierwsze osiedla kolonistów założone w 1623; w czasie II wojny światowej japońska baza lotnicza; od 1949 należą do Indonezji.

## Geografia
Składa się z 3 dużych i 92 mniejszych wysp (większe w kolejności od północy: Wokam, Kobroör, Maikoor, Trangan), rozdzielonych bardzo wąskimi cieśninami.
- Trangan – pow. 2148,5 km²; wys. 91 m n.p.m.; linia brzegowa 403,1 km; 6°32′S 134°17′E/-6,533333 134,283333
- Kobroör – pow. 1723,4 km²; wys. 124 m n.p.m.; linia brzegowa 229,8 km; 6°08′S 134°33′E/-6,133333 134,550000
- Wokam – pow. 1603,8 km²; wys. 239 m n.p.m.; linia brzegowa 322,5 km; 5°47′S 134°32′E/-5,783333 134,533333
- Maikoor – pow. 397,6 km²; linia brzegowa 160,8 km; 6°12′S 134°16′E/-6,200000 134,266667
- Koba – pow. 386,6 km²; wys. 91 m n.p.m.; linia brzegowa 115,8 km; 6°23′S 134°30′E/-6,383333 134,500000
- Kola – pow. 270,1 km²; wys. 122 m n.p.m.; linia brzegowa 116,5 km; 5°30′S 134°37′E/-5,500000 134,616667
- Wamar – pow. 180 km²
- Workai – pow. 151,7 km²; linia brzegowa 64,8 km; linia brzegowa 78,7 km; 6°50′S 134°43′E/-6,833333 134,716667
- Penambulai – pow. 124,5 km²; wys. 24 m n.p.m.; linia brzegowa 78,7 km; 6°23′S 134°50′E/-6,383333 134,833333
- Baun – pow. 104,4 km²; wys. 27 m n.p.m.; linia brzegowa 43,9 km; 6°30′S 134°41′E/-6,500000 134,683333

Mniejsze wyspy (zgodnie z ruchem wskazówek zegara, poczynając od północnych krańców archipelagu)
- Warilaoe
- Lafusa
- Djedan Islands
  - Belading
  - Lutur
  - Djedan – wys. 167 m n.p.m.
  - Surat
- Koeloer
- Binaar
- Konan
- Ararkoela
- Ikagoeri
- Wodinhoen
- Wahalaulau
- Manien
- Adoear
- Watoelai Islands
  - Manien
  - Adoear
  - Ilmania
  - Koemoel
  - Tabar
  - Watoelai – wys. 152 m n.p.m.
- Barakan
- Ngoba
- Oedjir
- Toba
- Ujir Maluku
- Wasir

Niektóre wyspy (zwłaszcza w północno-zachodniej i południowo-wschodniej części archipelagu) są otoczone rafami koralowymi. Powierzchnia płaska, nizinna (najwyższy punkt 241 m n.p.m.), porośnięta lasem równikowym.
Uprawa ryżu, kukurydzy, manioku jadalnego, palmy kokosowej, tytoniu, trzciny cukrowej; rybołówstwo; hodowla pereł.
Główne miasto: Dobo (z lotniskiem).